# Зелёный Городок (Ивановская область)
Зелёный Городок — деревня в Ивановском районе Ивановской области России, входит в состав Коляновского сельского поселения.

## История
В 1981 году Указом Президиума Верховного Совета РСФСР посёлок санатория «Зеленый Городок» переименован в Зелёный Городок.

## Население
| 2010 |
| ---- |
| 132  |

## Инфраструктура
Действовал в советское время санаторий «Зеленый Городок».